# Ivan Lah
Ta stran opisuje publicista Ivana Laha. Za matematika z istim imenom glej Ivo Lah.
Ivan Lah, slovenski pisatelj, publicist, prevajalec in profesor na gimnaziji, * 9. december 1881, Ilirska Bistrica, † 18. maj 1938, Ljubljana.

## Življenje
Lah je študiral slavistiko, klasično filologijo, filozofijo in pedagogiko v Pragi, kjer je leta 1910 doktoriral. Med letoma 1911 in 1914 je opravljal delo časnikarja pri liberalnih listih Jutro in Dan. Med prvo svetovno vojno je bil sprva zaradi naprednih nazorov zaprt in interniran, kasneje je bil vojak na ruski fronti, kjer je bil tudi ranjen. Po končani vojni se je zaposlil kot profesor na mestni ženski gimnaziji v Ljubljani.

## Delo
Kot pisatelj se je Lah zgledoval pri različnih avtorjih.  Sprva je pisal novele pod vplivom ruskih romantikov in realistov, pod Cankarjevim vplivom pa impresionistične črtice in novele o ženskih likih. Gojil je tradicionalno zgodovinsko povest in roman v Jurčičevem slogu iz časov turških vpadov na Slovensko ozemlje ter gradil like iz obdobja Ilirskih provinc.
Lah je bil tudi pomemben prevajalec iz češkega jezika. Pripravil je izbor češke lirike Češka  antologija (1922) (COBISS), prvi prevedel poetično povest Maj (1911) in Češke pravljice (1922) (COBISS).
Dr. Lah je bil tudi med pobudniki in ustanovitelji Slovenskega marionetnega gledališča in je zanj napisal prvo slovensko lutkovno igrico Sneguljčica (COBISS), prvič uprizorjeno leta 1920.